# NGC 1884
NGC 1884 este o galaxie situată în constelația Peștele de Aur. A fost descoperită în 3 ianuarie 1837 de către John Herschel.